# Пизониано
Пизониано (итал. Pisoniano) — коммуна в Италии, располагается в регионе Лацио, в провинции Рим.
Население составляет 792 человека (2008 г.), плотность населения составляет 60 чел./км². Занимает площадь 13 км². Почтовый индекс — 20. Телефонный код — 06.
Покровительницей коммуны почитается святая Виктория, празднование 9 июля.

## Демография
Динамика населения:

## Администрация коммуны
- Официальный сайт: http://web.tiscali.it/pisoniano